# Azzurro (canción)
Azzurro es una pieza musical escrita por Vito Pallavicini y Paolo Conte y grabada por Adriano Celentano en 45 rpm, que fue incluida en el álbum del mismo nombre Azzurro/Una carezza in unpunche, ambos publicados en mayo de 1968 por la compañía discográfica de Celentano. 

## Historia
En 1966, un joven abogado de Asti apasionado por la música se unió al Clan Celentano como autor (presentado por Roby Matano de I Campioni ): Paolo Conte . Desde que expiraba su contrato con RCA Italiana, Conte había comenzado a colaborar con el Clan Celentano y muy pronto comenzó a escribir algunas canciones para el cantante milanés, como Who was he y en 1967, con Miki Del Prete y Luciano Beretta, había escrito una canción para Celentano y su esposa Claudia Mori, La pareja más bella del mundo, canción que triunfó en el Cantagiro. Esta vez colabora con el letrista Vito Pallavicini, y será Azzurro la canción que consolidará a Conte como músico.

## Texto y música
En 1968 Conte compuso una música que no era muy definible: no era rock, no era música lenta, no era una balada, no era música suave, sino una especie de marcha, sin duda original, que se combinaba con un texto que Vito Pallavicini parece haber escrito a medida para Celentano, ya que contiene todos los temas queridos por el artista (del amor a la ecología pasando por la religión), unidos por el marco del célebre estribillo, dotado de una gran carga rítmica y sonora gracias al arreglo orquestal de Nando de Luca original y moderno.

## Éxito y posicionamiento
La canción logró un enorme éxito y alcanzó la primera posición en las listas de ventas anuales de 1968 en Italia, y también permaneció en el número uno de las listas en Austria durante varias semanas. 
La canción ganó de nuevo gran popularidad en la década de los 80 y, con el paso de los años, la canción es altamente conocida en muchos países Europeos.

## Otras versiones
La canción ha tenido numerosos covers, entre ellos:
En italiano
- 1968 - Mina en una versión popurrí para el espectáculo del sábado por la noche Canzonissima, posteriormente incluida en la colección no oficial Signori... ¡Mina! vol.4, publicado en 1993.
- 1980 - Versión muy particular contenida en la película Il Pap'occhio de Renzo Arbore, donde el esquivo coro Premiata Fabbrica Il Pernacchio (que en realidad es el coro de boca cerrada de Città di Napoli, con Lorenzo Spadoni como solista), la interpreta a boca cerrada con varias frambuesas en los momentos más actuales de la melodía.
- 1984 - La banda italiana Skiantos en su disco Ti spalmo la crema
- 1985 - El autor Paolo Conte en su primer álbum en vivo, el doble titulado Concerti, luego en numerosos otros álbumes en vivo. Conte incluyó la canción en su repertorio en vivo solo después de haber comenzado a tocar durante años, inicialmente en versión solista con piano (especialmente en los bises del concierto), luego también con su grupo, pero siempre usando solo voz y piano.[3]
- 1986 - Mina en el disco Sì, buana (disco 1, pista 10).
- 1986 - El trío Ricchi e Poveri en el disco Dimmi Quando .
- 1990 - El grupo alemán Die Toten Hosen lo revisita en versión punk rock en el álbum Auf dem Kreuzzug ins Glück, como homenaje a la Copa Mundial de Fútbol de 1990 ganada por la selección alemana, manteniendo la letra en italiano y creando también un vídeo. acortar.
- 1991 - El cantante, comediante e imitador Fiorello en el disco Verdaderamente falso .
- 1998 - El grupo musical Folkabbestia para el álbum debut Breve ensayo filosófico sobre el sentido de la vida .
- 2000 - La versión de Fiorello es remezclada por dos DJ alemanes, "Boris & Michi" (Boris Dlugosch y Michi Lange, ambos colaboradores de Mousse T. ).
- 2017 - La cantautora Erica Mou lanza su versión como primer sencillo del álbum Bandiera sulla luna.[5]
- 2020 - El cantautor Marco Guazzone publica su versión como tema oficial del programa de radio "C'è Semper Una Canzone - Live Da Casa" transmitido por la radio InBlu, emisora propiedad del CEI.[6]
- 2020 - El piloto de Fórmula 1 Sebastian Vettel cantó esta canción adaptada a su manera en su última carrera con la Scuderia Ferrari, para enviar un saludo a la escudería italiana.
- 2023 - El dúo musical Colapesce Dimartino interpretó esta canción junto a Carla Bruni en la velada dedicada a las versiones del 73º Festival de San Remo .

En francés
- 1969 – La cantante francesa de origen belga Régine, en el álbum 1969 .

En alemán
Hay dos versiones: una con texto del poeta y letrista alemán Kurt Feltz, y otra con otro texto del actor, cantante y showman austriaco Peter Alexander, que también la grabó en 1988, en el disco Mit Peter Alexander der Sonne. Entgegen .
- 1968 – Vico Torriani, 45 rpm (Philips, 384 576 PF), álbum Buona sera, Vico! (Philips, 844 368 PY)
- 1975 – el cantautor y músico alemán (nacido en Silesia de la República Checa) Peter Rubin, en el álbum Seine großen Erfolge .
- 2006 – El músico alemán Dieter Thomas Kuhn, en el álbum Einmal um die Ganze Welt .
- 2012 – el cantante alemán Roger Baptist, también conocido como Rummelsnuff, en el álbum Himmelfahrt, es decir, Ascension .

En hebreo
- 1993 – El cantante israelí Arik Einstein hizo una versión en hebreo titulada Amru Lo, es decir Le dijeron, en el álbum recopilatorio "אוסף", Osef, que significa Colección .

En español e ingles
- 1999 – El cantante chileno José Seves, en el disco Hata, cantos de aldea .
- 2015 – El crooner italiano Matteo Brancaleoni a dúo con la cantante italo-mexicana Ely Bruna, en el disco Made in Italy .

En húngaro
- 1999 - la banda de rock húngara "Alvin és a mókusok", en el álbum "Emberek és állatok".

Instrumental
- 2018 - El pianista italiano Emanuele Coluccia, en trío con Luca Alemanno al contrabajo y Dario Congedo a la batería, en el álbum Birthplace, para el sello "Workin' Label", crea una versión instrumental rearmonizada de la canción.

## Himno
La canción es el himno oficial del equipo Siracusa desde los años 1980, y acompaña cada vez que los equipos entran al campo antes del saque inicial.
También se utiliza durante los calentamientos previos a cada partido, en el pasado también fue el himno del club del equipo Como.